# Cicurina tortuba
Cicurina tortuba là một loài nhện trong họ Dictynidae.
Loài này thuộc chi Cicurina. Cicurina tortuba được Ralph Vary Chamberlin & Wilton Ivie miêu tả năm 1940.